# Munții Wetterstein
Munții Wetterstein sunt un grup nordic al Subalpilor septentrionali.
Sunt munți cu un relief compact, situați între Garmisch-Partenkirchen, Mittenwald, Seefeld în Tirol și Ehrwald. Masivul se află pe teritoriul Germaniei (Bavaria) și Austriei (Tirol). În Munții Wetterstein se află vârful Zugspitze, cel mai înalt vârf din Germania.

## Vârfuri
Cele mai înalte 10 vârfuri din Munții Wetterstein:
| 1. | Zugspitze            | altitudinea de 2962 m deasupra n.m. |  | 6.  | Hochwanner             | altitudinea de 2746 m deasupra n.m. |
| 2. | Schneefernerkopf     | altitudinea de 2875 m deasupra n.m. |  | 7.  | Central Vf. Höllental  | altitudinea de 2745 m deasupra n.m. |
| 3. | Zugspitzeck          | altitudinea de 2820 m deasupra n.m. |  | 8.  | Vf. Höllental interior | altitudinea de 2743 m deasupra n.m. |
| 4. | Wetterspitze de nord | altitudinea de 2750 m deasupra n.m. |  | 9.  | Vf. Höllental exterior | altitudinea de 2721 m deasupra n.m. |
| 5. | Central Wetterspitze | altitudinea de 2750 m deasupra n.m. |  | 10. | Wetterspitze de est    | altitudinea de 2720 m deasupra n.m. |